# حيروني (ألبوم)
حيروني هو البوم للفنان التونسي صابر الرباعي.

## قائمة الأغاني
- اتذكرك  - 8:24
- اه من الهوي  - 6:48
- حكايه  - 5:55
- حيروني  - 4:07
- مانت هنا  - 7:08
- من غير حلفان  - 4:26
- همه اللي نسونا  - 6:23
- ولا كلمه  - 5:22